# Place des Célestins
Pour les articles homonymes, voir Célestins (homonymie).
La place des Célestins est une place située dans le 2e arrondissement de Lyon, en France. Elle existe sous sa forme actuelle depuis le début du XIXe siècle et doit son nom aux religieux de l'ordre des Célestins qui y étaient installés de 1407 à 1778.

## Situation et accès
La place est située entre la rue Charles-Dullin et la rue Gaspard-André. Ce site est desservi par la station de métro Bellecour, qui se trouve un peu plus au sud, à quelques minutes à pied.

## Historique

### Ordre du Temple
Avant 1307, la place était située sur le domaine des Templiers, qui y avaient une commanderie.

### Couvent des Célestins
Après l'éviction des Templiers, les Célestins installent un monastère qui, malgré quelques incendies, subsiste presque 400 ans. Finalement abandonné en 1778, il laisse place au lotissement des Célestins et à une salle de spectacle.
Le couvent est orné d'une façade sculptée édifiée en 1746 par Jean-Baptiste Masson. Cette façade décorative côté Saône masque sur l'arrière des bâtiments anciens et hétéroclites.
La disparition du couvent est précédée durant la seconde moitié du XVIIIe siècle d'une chute du nombre de moine présent. Suivant une tendance générale de la chrétienté, les effectifs du couvent des Célestins lyonnais sont amputés de 40% de leurs membres et de nombreuses confréries liées s'étiolent et disparaissent,.
À la suite d'un long procès, le duc de Savoie Victor-Amédée III est reconnu propriétaire de l'ensemble, qu'il vend à A. Devouge, parisien. Ce dernier a l'intention, au vu de la très bonne situation de sa nouvelle propriété, de procéder à une opération immobilière similaire à ce qui vient de se faire au Palais-Royal à Paris, réalisé par l'architecte Victor Louis. Il crée donc une société immobilière avec deux lyonnais, Jars et Madinier, le 9 juin 1785. La société confie l'étude du projet à Jean-Antoine Morand en 1787, qui vient de réaliser le quartier Saint-Clair et de publier une ambitieuse étude pour les Brotteaux. Il travaille en coordination avec l'architecte Jean-François Colson, chargé du théâtre, et de Drivon, architecte qui a loti un terrain acheté aux Feuillants.
Après deux années de réflexions, les architectes décident de conserver les entités bâties au détriment de la façade monumentale et de l'église.

### Création de la place
Les démolitions commencent en 1789 avec l'avant-corps et l'église. Dans le même temps, les promoteurs éditent un prospectus pour faire la promotion du projet et attirer les clients,. Entre 1789 et 1792 sont construites quatre rues, et les façades latérales sont bâties en même temps. Il s'agit de la rue de Savoie, d'Égypte, des Célestins et d'Amboise.
Pour les connexions avec les rues avoisinantes, les architectes déposent des demandes d'autorisations au bureau de voirie. Au même moment, la construction du théâtre côté jardin commence sous les ordres du Dijonnnais J.-F. Gilles Colson. Ce théâtre « s'apparente à un immeuble à loyer pourvu au centre d'une ordonnance de pilastres ioniques portant un fronton triangulaire ».
Après ces débuts, la situation ne tourne pas correctement pour les investisseurs. Le siège de Lyon, la mise à disposition de nombreux autres biens du clergé, l'exécution de Morand retardent le projet et conduisent à un partage. Un nouveau projet est mis à jour en 1797, qui prévoit la réalisation de trois passages couverts ; qui ne seront jamais réalisés, et transformés en 1807 en rue Pazzi.
À cette même époque, le jardin qui est situé à l'emplacement de la place actuelle est assimilé par la mairie à la voie publique et cette dernière interdit aux propriétaires de toucher aux voies sans son autorisation, pour être en concordance avec le plan général de la ville.

### Première moitié du XIXe siècle
Durant la première moitié du XIXe siècle, la place des Célestins est un lieu à la mode pour le loisir et le divertissement. Les débits de boisson y trouvent une population aisée et populaire appréciant les lieux lors de leurs moments de loisirs. Elle est le lieu des premiers café-concert de la ville.

Armand Victorin, interprète de café-concert, chante ainsi : 

« Ô ma vieille place des Célestins, qu'es-tu devenue ! Toi, jadis le foyer de la gaité lyonnaise ! Toi, qui était en quelque sorte la petite succursale à Lyon de ce vieux boulevard du crime (...), disparu lui aussi, presque en même temps qu'expirait ta folle gaité il y a quelque vingt ans »

.

### Deuxième moitié duXIXesiècle

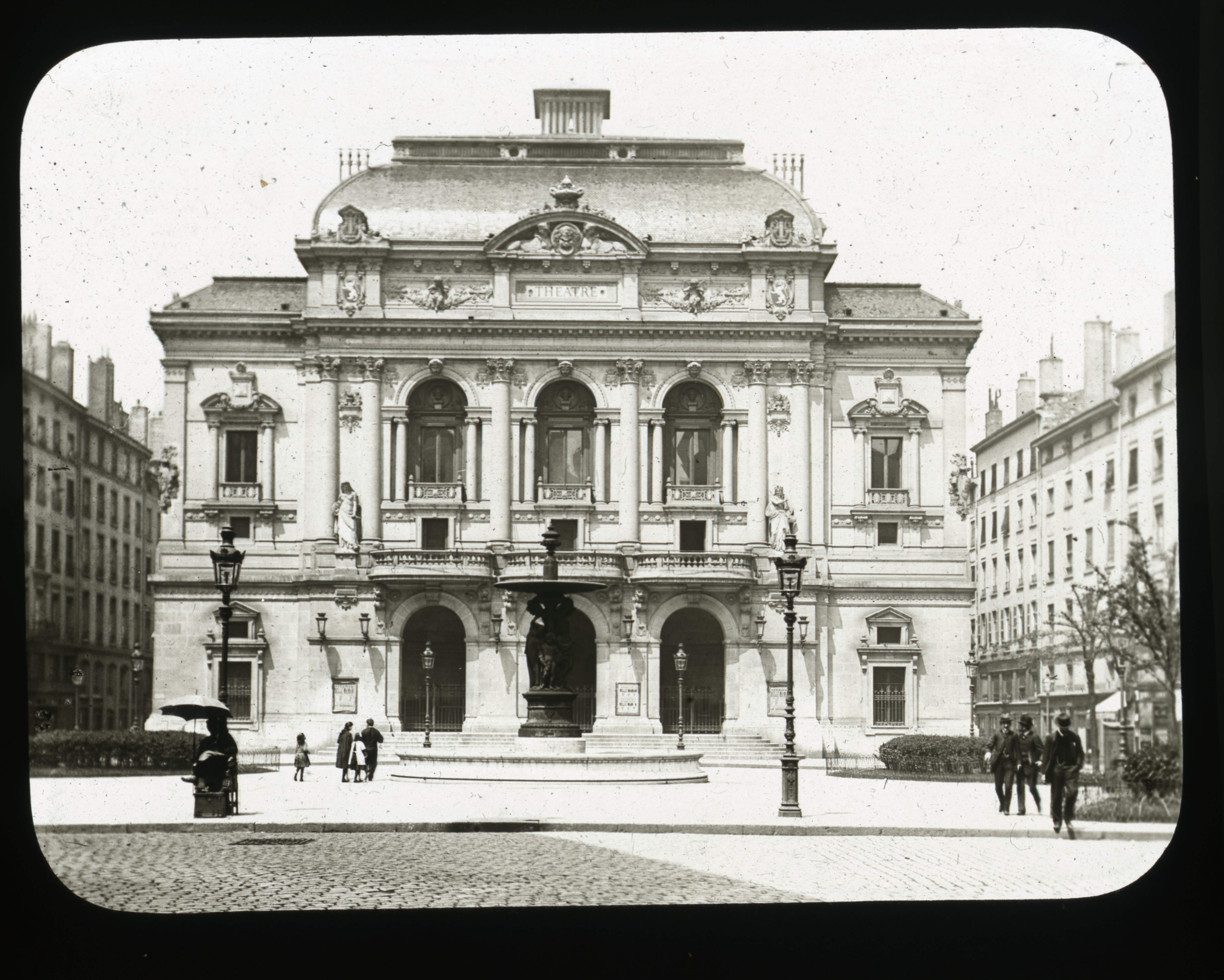
Fontaine devant le théâtre

Dans la deuxième moitié du XIXe siècle, le plan de grandes percées à travers la Presqu'île prévoit la réalisation d'une voie reliant la rue Mercière et la place Bellecour à travers la place des Célestins. Ce projet n'a jamais été réalisé. En 1858, est implantée une fontaine, de la fonderie du Val d'Osne, due à Mathurin Moreau et Michel Liénard, comportant 4 personnages debout: deux néréides et deux putti.

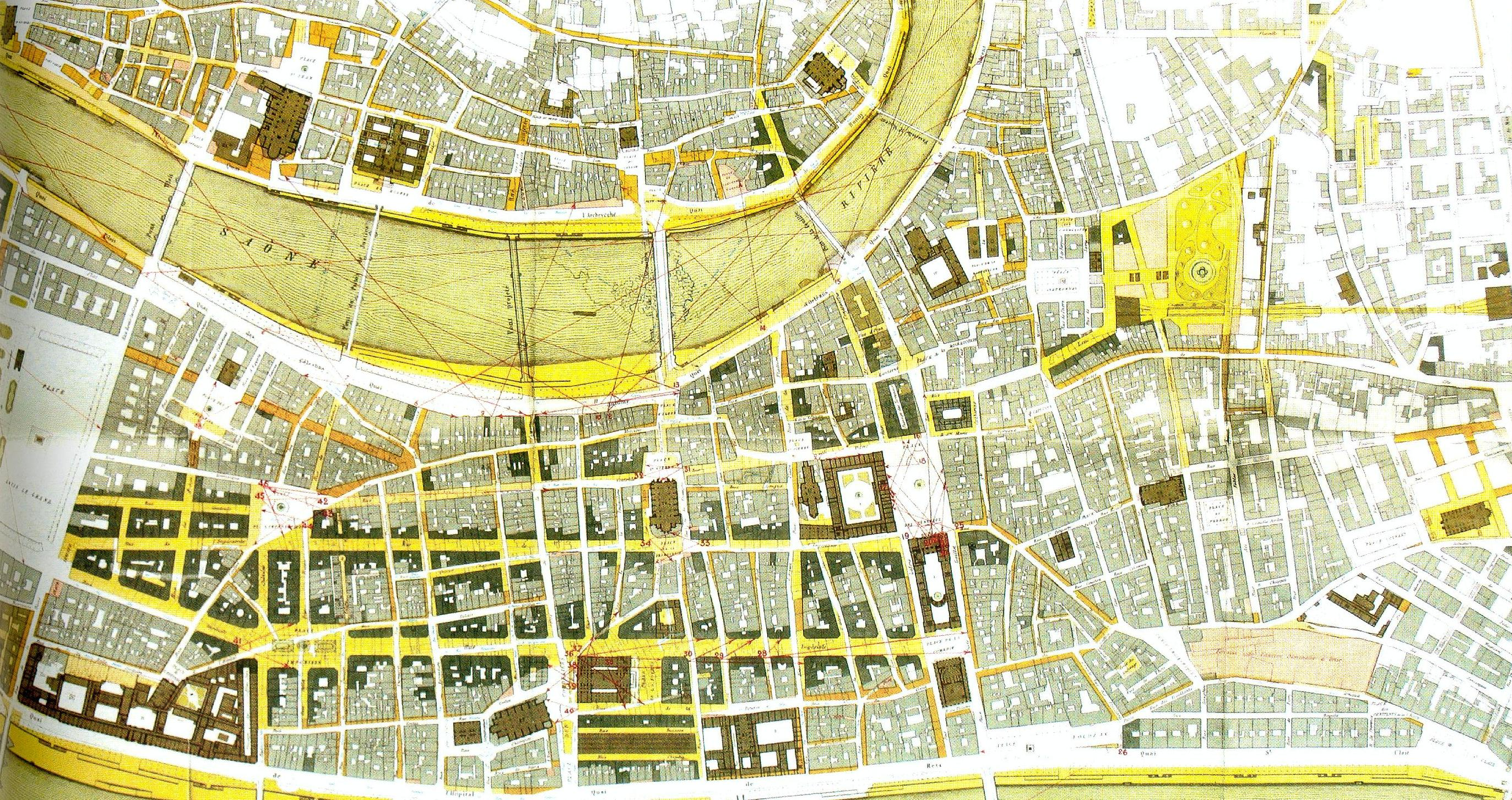
"Plan des améliorations réalisées ou projetées dans le centre de la ville de Lyon", 1863

### Depuis le XXème siècle

#### XXème siècle
En 1957, la place est réaménagée pour créer des places de stationnement à l'ouest, et une cour de récréation à l'est. En conséquence, la fontaine est détruite en mai de la même année.
La place a été réaménagée entre 1993 et 1995 à l'occasion de la création du Parking des Célestins, parc de stationnement souterrain. Sur la place, une sorte de télescope imaginé par l'artiste Daniel Buren donne une vision en kaléidoscope du parc à voitures.
Le lieu se divise désormais en quatre zones : des magnolias avec buissons sur les côtes nord, est et sud, un parvis à l'ouest précédé de deux bassins, et une zone centrale recouverte par des planches de bois exotique.

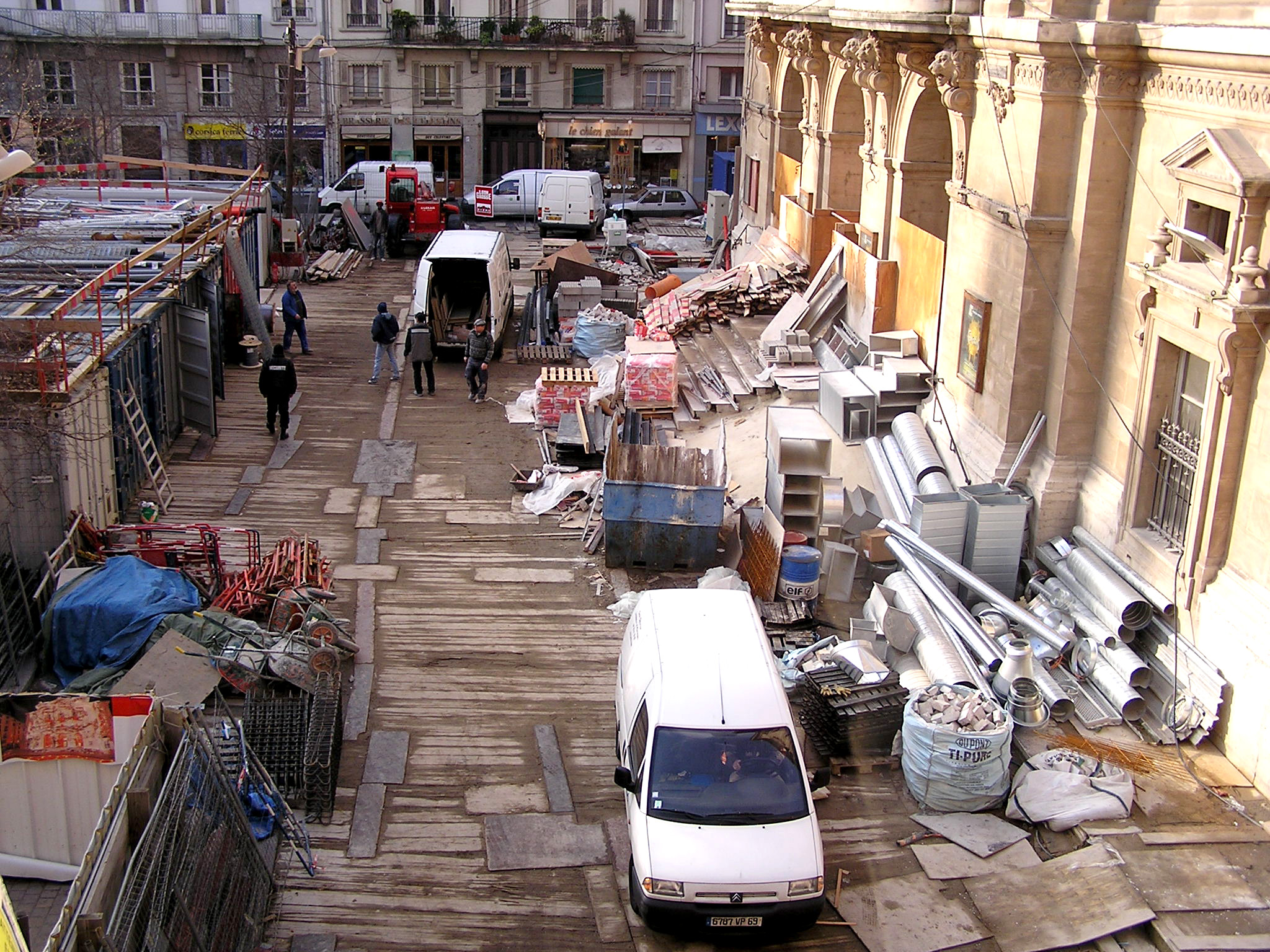
Le parvis de la place occupé par le chantier de restauration du théâtre en 2005.

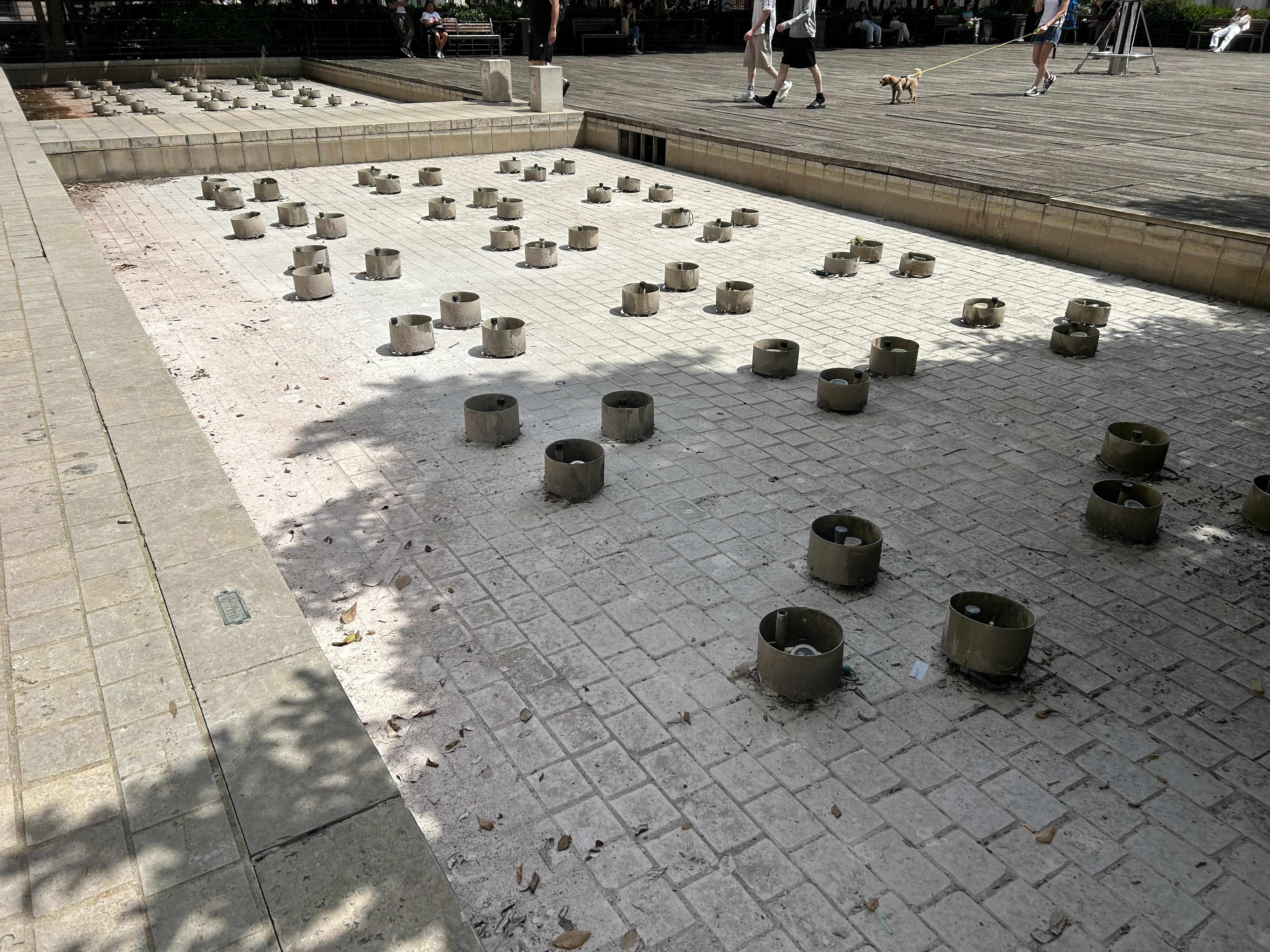
Les bassins hors-service en 2025.

#### XXlème siècle
Entre 2002 et 2005, le parvis est obstrué par le chantier de restauration du théâtre.
En 2016, les planches en bois du centre de la place, usées, sont changées ; du chêne remplace le bois exotique.
En 2025, la mairie annonce la remise en eau prochaine des deux bassins de la place et de leur éclairage, plébiscitée lors du second budget participatif local. Ces bassins étaient en effet à l'arrêt depuis plusieurs années.

## Théâtre des Célestins
Le théâtre des Variétés, qui occupait le même emplacement, est totalement détruit, en 1871, par un incendie. Le théâtre actuel, œuvre de Gaspard André, est endommagé par un autre incendie, en 1880, peu après son inauguration (en 1877). Il rouvre en 1881.